# 約翰·庫利
約翰·安东尼·庫利 OBE （英語：John Anthony Curry，1949年9月9日—1994年4月15日），英國花式滑冰運動員，1976年奧運與同年世界錦標賽冠軍。他以將芭蕾、現代舞與花式滑冰結合的能力聞名。

## 生平

### 早年生活
庫利1949年9月9日生於英格蘭伯明罕，在西米德蘭茲郡名為索利哈爾的獨立學校上學，後來亦曾讀過森麻實郡的獨立寄宿學校聖安德魯斯。小時候他想成為舞者，但他父親認為舞蹈不是男孩子該從事的活動，讓他從七歲起學滑冰。

### 滑冰生涯
最初幾年，庫利寧願參與非正式的滑冰活動。庫利的父親在他十五歲時去世，之後庫利搬到倫敦 隨教瑞士籍教練阿諾德·葛西維勒學習，葛西維勒一直教到他於1971年首次拿下全國冠軍為止。1972年，庫利找到一位美國籍贊助人，能讓他到美國學習，他便改投古斯塔夫·路西與卡洛·法西門下。

### 選手生涯
1976年，法西帶領庫利奪得歐州錦標賽、世界錦標賽以及冬季奧運會冠軍。庫利還是1976年冬奧英國代表團的掌旗官，並被選為該年的BBC年度體育名人。
作為業餘選手，庫利以芭蕾般的姿勢與伸展度，及精湛的身體控制聞名。一般認為，他與加拿大選手托勒·克兰斯顿將花式滑冰的藝術性及表演推展到新的層面。在選手生涯的巔峰，他在規定圖形與自由滑的運動方面（跳躍）都頗成功。特別的是，庫利的跳躍動作是逆時針的，但他多數的旋轉（除了跳接旋轉）都是順時針。

#### 職業生涯
1976年世錦賽後，庫利轉為職業，並順著傳統舞蹈公司的思路成立滑冰巡演公司。除了自己幫公司編舞，庫利還委託知名舞蹈家肯尼斯肯尼斯．麥克米蘭、彼得·馬汀斯與崔拉·夏普編舞。據報導，庫利是個很難相處的人，還與公司業務經理起爭執，使公司在1980年代中期被迫停業。之後，庫利甚少公開表演。
庫利參與的百老匯表演，包括作為導演與表演者的《冰舞》（1978）、作為演員的《布里加東》（1980版）以及《列兵學員結業》（1989年圓環劇院）。

### 私生活
1976年世錦賽前，庫利被德國小報《图片报》揭露同性戀身分。這在當時的歐洲是醜聞，但後來數年庫利的性向都被報刊忽略。

### 逝世
1987年，庫利被診斷為HIV帶原者。1991年，他愛滋病病發。接受報刊採訪時，他公開談論自己的病情與性向。生命最後幾年，他選擇與母親共度。1994年4月15日，他於賓頓去世，死因是愛滋病相關的心臟病，得年四十四歲。於2007年出版的演員亞倫·貝茲傳記，聲稱貝茲與庫利曾有兩年情，還說庫利最後在貝茲臂彎裡死去。

## 賽事成績
| 賽事   | 1970 | 1971 | 1972 | 1973 | 1974 | 1975 | 1976 |
| ------ | ---- | ---- | ---- | ---- | ---- | ---- | ---- |
| 冬奧   |      |      | 10th |      |      |      | 1st  |
| 世錦賽 |      | 14th | 9th  | 4th  | 7th  | 3rd  | 1st  |
| 歐錦賽 | 12th | 7th  | 5th  | 4th  | 3rd  | 2nd  | 1st  |
| 英錦賽 | 2nd  | 1st  |      | 1st  | 1st  | 1st  | 1st  |

## 外部連結
- On this day - 1976: John Curry skates to Olympic gold （页面存档备份，存于） BBC News